# 팔레스트리나 (로마현)
팔레스트리나(이탈리아어: Palestrina)는 이탈리아 라치오주 로마현에 위치한 코무네다. 로마 시로부터 동쪽으로 약 35km 떨어져 있다. 중부 아펜니노산맥에서 갈라져 나온 프레네스티니 산맥의 가운데에 있다. 팔레스트리나의 기원은 고대의 프라에네스테로, 그 기원은 고대 로마 시대까지 거슬러 올라간다.
작곡가 조반니 피에를루이지 다 팔레스트리나는 이 지역 출신이며, 그 때문에 이름에 출신지의 지명인 팔레스트리나가 들어가 있다.

## 지리
아르테나, 카스텔산피에트로로마노, 카베, 갈리카노넬라치오, 라비코, 로카디카베, 로카프리오라, 로마, 산체사레오, 발몬토네, 차가롤로와 경계를 두고 있다.

## 자매 도시
- 독일 퓌센
- 프랑스 비에브르